# Mittåsjön
Mittåsjön är en sjö i Bergs kommun i Härjedalen och ingår i Ljusnans huvudavrinningsområde. Sjön har en area på 0,622 kvadratkilometer och ligger 934,5 meter över havet.

## Delavrinningsområde
Mittåsjön ingår i det delavrinningsområde (697167-132675) som SMHI kallar för Utloppet av Mittåsjön. Medelhöjden är 979 meter över havet och ytan är 8,5 kvadratkilometer. Det finns ett avrinningsområde uppströms, och räknas det in blir den ackumulerade arean 8,87 kvadratkilometer. Vattendraget som avvattnar avrinningsområdet har biflödesordning 3, vilket innebär att vattnet flödar genom totalt 3 vattendrag innan det når havet efter 416 kilometer. Avrinningsområdet består mestadels av kalfjäll (91 procent). Avrinningsområdet har 0,73 kvadratkilometer vattenytor vilket ger det en sjöprocent på 8,5 procent.